# Alexander Fliaster
Alexander Fliaster (* 1966) ist ein deutscher Wirtschaftswissenschaftler. Er ist Professor für Betriebswirtschaftslehre, insbesondere Innovationsmanagement, an der Otto-Friedrich-Universität Bamberg.

## Leben
Fliaster studierte Ingenieurwesen (Schwerpunkt: Systemtechnik) in Moskau. Gleichzeitig absolvierte er eine Ausbildung zum Übersetzer aus dem Japanisch. 1999 wurde er an der Universität der Bundeswehr München mit der Dissertation Humanbasierte Innovationsidentität als Managementherausforderung. Interdisziplinäres Erklärungsmodell des japanischen Wissensmanagements zum Dr. rer. pol. promoviert (summa cum laude). 2007 habilitierte er sich in Allgemeiner Betriebswirtschaftslehre mit der Arbeit Innovationen in Netzwerken. Wie Humankapital und Sozialkapital zu kreativen Ideen führen, die durch Rainer Marr betreut wurde.
Danach war er Assistent Professor an der State Finance Academy in Moskau und Lehrstuhlvertreter an der Universität der Bundeswehr München und der Otto-Friedrich-Universität Bamberg sowie Lehrstuhlinhaber für Allgemeine Betriebswirtschaftslehre, insbesondere Personalmanagement und Organisation an der Wissenschaftlichen Hochschule Lahr. Seit 2011 ist er Professor für Betriebswirtschaftslehre, insbesondere Innovationsmanagement, an der Otto-Friedrich-Universität Bamberg.
Er war Gastprofessor u. a. an der Toulouse Business School (Frankreich), der Universidad de Alcalá (Spanien) und dem Moskauer Institut für Physik und Technologie. Diverse Executive Development Programme gestaltete er für internationale Technologieunternehmen und Banken. Er war auch Referent bei Konferenzen des Chartered Institute of Personnel and Development. Zahlreiche Aufsätze in Fachzeitschriften wie Schmalenbach Business Review und Management International Review erschienen. Ferner war er u. a. Visiting Research Fellow an der  Business School Insead in Fontainebleau und assoziiertes Mitglied des dortigen Centre for Advanced Learning Technologies. Er war in verschiedene von der Europäischen Union geförderten Forschungsprogramme eingebunden.

## Schriften (Auswahl)
- Humanbasierte Innovationsidentität als Managementherausforderung. Interdisziplinäres Erklärungsmodell des japanischen Wissensmanagements (= Europäische Hochschulschriften. Reihe 5: Volks- und Betriebswirtschaft. Band 2582). Lang, Frankfurt am Main u. a. 2000, ISBN 3-631-35831-8.
- mit Rainer Marr: Jenseits der „Ich AG“. Der neue psychologische Vertrag der Führungskräfte in deutschen Unternehmen. Hampp, München u. a. 2003, ISBN 3-87988-754-3.
- Innovationen in Netzwerken. Wie Humankapital und Sozialkapital zu kreativen Ideen führen. Hampp, München u. a. 2007, ISBN 978-3-86618-168-7.